# Sven Zetterström
Sven Georg Zetterström, född 9 april 1902 i Hedvig Eleonora församling i Stockholm, död 2 juli 1973 i Bandhagen, var en svensk journalist och manusförfattare.
Zetterström arbetade bland annat på tidningen Filmjournalen. Han var son till Hasse Zetterström och bror till Erik Zetterström. Under en tid var Zetterström även redaktör för almanackan Herrarnas kalender. Han är begravd på Norra begravningsplatsen utanför Stockholm.

## Filmmanus
- 1938 – Sigge Nilsson och jag
- 1938 – Två år i varje klass
- 1939 – Vi på Solgläntan
- 1940 – Snurriga familjen
- 1942 – Sexlingar
- 1944 – Lilla helgonet
- 1946 – Rötägg
- 1950 – Anderssonskans Kalle